# Doutora Alema
Alema Alema (Cabul, 1964), com frequência conhecida como Doutora Alema, é uma doutora em filosofia, analista de conflitos, ativista feminista e política afegã. Foi ministra para a Paz do governo de Afeganistão.

## Biografia
Nascida em Cabul, em 1964, abrigou-se na  Alemanha durante o primeiro governo talibã. Obteve seu diploma de Doutorado em Filosofia em uma universidade alemã. Também fundou um comitê solidário de outras mulheres afgãs, que recolheu mais de 10.000 assinaturas. Também participou de conferências em várias cidades alemãs para falar sobre as condições das mulheres no Afeganistão.
Por outro lado, dedicou-se durante mais de vinte anos à análise de conflitos. Quando voltou ao  Afeganistão, foi vice-ministra dos direitos humanos, da sociedade civil, dos refugiados e de repatriação, do Ministério Estatal para a Paz. Também foi defensora dos direitos das mulheres afgãs, foi fundadora do Comitê de Participação Política das Mulheres, de caráter independente, promoveu a campanha de conscientização  política "Para quem é o meu voto" e começou a Carta das Mulheres do Afeganistão.
Escreveu livros sobre as relações internacionais germano-afegãs e o empoderamento das mulheres afegãs. Também é formadora e moderadora profissional no âmbito do direito humanitário, focada especialmente em refugiados, migrantes e deslocados forçados.

## Prêmio
Alema Alema foi nominada uma das 100 Mulheres mais influentes do mundo pela BBC, em 2021.